# Brda (Velika Kladuša)
Brda falu Bosznia-Hercegovinában, a Bosznia-hercegovinai Föderáció Una-Szanai kantonjában. Közigazgatásilag Velika Kladušához tartozik.

## Fekvése
Bosznia-Hercegovina északnyugati részén, Bihácstól légvonalban 37, közúton 55 km-re északra, Velika Kladušától légvonalban 11, közúton 16 km-re délkeletre levő dombos, erdős vidéken, a Panaja-patak völgyében, valamint a környező dombokon fekszik. Házai szétszórt csoportokban találhatók a dombok között.

## Népessége
| Nemzetiségi csoport | Népesség 1991 | Népesség 2013 |
| ------------------- | ------------- | ------------- |
| Szerb               | 1             | 2             |
| Bosnyák             | 725           | 350           |
| Horvát              | 0             | 1             |
| Jugoszláv           | 1             | 0             |
| Egyéb               | 12            | 13            |
| Összesen            | 739           | 366           |